# Анжела Кейн
Анжела Кейн (нар. 1948, Гамельн, Нижня Саксонія, Німеччина) — німецька дипломатка, раніше була Верховною представницею ООН з питань роззброєння та заступницею Генерального секретаря з питань управління в ООН.

## Освіта та кар'єра
Кейн отримала ступінь в коледжі Бріна Мора та Школі передових міжнародних досліджень Джона Хопкінса. Їй було присвоєно почесний ступінь докторки Інституту міжнародних досліджень Міддлбері в Монтереї, Каліфорнія.
Перш ніж вступити до секретаріату ООН, Кейн працювала у Світовому банку у Вашингтоні, округ Колумбія, та в приватному секторі Європи.

### Кар'єра в ООН
З 1995 по 1999 рік Кейн займала керівну посаду в Департаменті громадської інформації, де вона відповідала за публікації ООН. У цій якості вона запустила вебсайт ООН усіма офіційними мовами ООН та керувала створенням електронної системи документації через вебсайт ООН.
Вона також обіймала низку інших посад в Організації Об'єднаних Націй, включаючи головну директорку з політичних питань в офісі колишнього генерального секретаря Бутроса Бутрос Галі та політичної радниці особистого представника Генерального секретаря з питань Центральноамериканського миру Процес припинення конфлікту в Сальвадорі. Крім того, вона працювала в декількох місіях ООН, у тому числі на посаді заступниці спеціального представника Генерального секретаря Місії ООН в Ефіопії та Еритреї (МООНЕЕ), а також у Джакарті та Бангкоку. Вона також працювала помічницею Генерального секретаря з питань Генеральної Асамблеї та управління конференціями, де зосереджувалась на реалізації ініціатив щодо реформ, інтегрованому глобальному управлінні, використанні інструментів інформаційних технологій та зміні позиції Департаменту як ініціативного та ефективного постачальника послуг.

#### Роззброєння та пізніші ролі
Вона була призначена новою Верховною представницею ООН з питань роззброєння 8 березня 2012 року, замінивши Серхіо де Кейроза Дуарте. Вона відповідала за переговори та проведення розслідування щодо хімічної зброї в Сирії в 2013 році, що призвело до приєднання Сирії до Конвенції про хімічну зброю та демонтажу заявлених запасів хімічної зброї. У період з травня 2008 по 2012 рік вона була заступницею Генерального секретаря з питань управління, відповідала за річний бюджет на 11 мільярдів доларів США, плюс 2 мільярди доларів на реконструкцію університетського містечка в Нью-Йорку, і керувала управлінням понад 50 000 співробітників по всьому світу.
Двічі працювала у Департаменті з політичних питань на посаді помічниці Генерального секретаря а раніше — директора, зосереджуючись на попередженні та вирішенні конфліктів. В якості останньої вона відповідала за підрозділи, що займаються країнами Америки, Азії та Тихого океану, Європою та Близьким Сходом, а також деколонізацією та відділом прав Палестини. Вона підтримала кілька спеціальних політичних місій в Іраку, Непалі та на Близькому Сході та створила Міжнародну комісію проти безкарності в Гватемалі, що було безпрецедентно серед зусиль ООН та інших міжнародних зусиль щодо сприяння підзвітності та зміцненню верховенства права. 

## Пізніше життя
Починаючи з 2016 року, Кейн викладає в Паризькій школі міжнародних відносин Інститут політичних досліджень (Париж) з питань роззброєння. Вона також є старшою науковою співробітницею Віденського центру з роззброєння та нерозповсюдження зброї, вона є віце-президентом Міжнародного інституту миру у Відні. У 2015 році вона отримала орден «За заслуги» перед Федеративною Республікою Німеччина (Grosses Verdienstkreuz). У 2016 році вона також отримала прикрасу в золоті «Зірка» від Міністерства закордонних справ Австрії.  Також у 2016 році Кейн отримала медаль Дага Хаммаршельда від тодішнього міністра закордонних справ Штайнмаєра. [недоступне посилання з 01.01.2021]
У 2019 році вона була призначена Головою Ради УООН.
Крім того, Кейн займає різні посади, включаючи такі:
- Співголова Регіональної ради майбутнього на Корейському півострові, Світовий економічний форум (ВЕФ)[12]
- Членка Європейської лідерської мережі[13]
- Членка групи видатних осіб (GEM), Підготовча комісія до Договору про всебічну заборону ядерних випробувань (CTBTO)[14]
- директор Дорадчої ради, Дорадча група з питань діалогу[15]
- Віце-президент Міжнародного інституту миру (IIP)
- Членка дорадчої ради, звіт Ради Безпеки[16]
- Членка Міжнародної ради Боннського міжнародного центру конверсії (BICC)[17]
- Членка Стратегічного комітету Паризької школи міжнародних відносин (PSIA)[18]
- Консультантка, Асоціація зовнішньої політики

## Особисте життя
Анжела Кейн була одружена з голландським дипломатом Германом Кніппенбергом, який був прикріплений до посольства Нідерландів у Бангкоку в середині сімдесятих років, коли французький серійний вбивця Чарльз Собрадж скоював свої вбивства (1975-76) у Таїланді та Непалі. Подружжя першими розслідували злочини Собраджа, врешті-решт накопичивши значну кількість знань, переданих Інтерполу, які відіграли вирішальну роль у подальшому арешті та засудженні Собраджа та його партнерки Марі-Андрі Леклерк .
Кейн заявила, що справа Собрадж вплинула на її шлюб, що, зрештою, призвело до її розлуки з Кніппенбергом. Її зобразила актриса Еллі Бамбер у серіалі ВВС під назвою «Змій», який транслювався в січні 2021 року. Кейн заявила, що їй неприємно через зменшення її ролі у розкритті справи, як це зображено в серіалі.